# Microstylum flaviventre
Microstylum flaviventre là một loài ruồi trong họ Asilidae. Microstylum flaviventre được Macquart miêu tả năm 1850. Loài này phân bố ở miền Ấn Độ - Mã Lai.